# Bojan Janić
Bojan Janić est un joueur de volley-ball serbe né le 3 novembre 1982 à Leskovac. Il mesure 1,98 m et joue réceptionneur-attaquant.

## Clubs
| Club                     | Pays           | De        | À         |
| ------------------------ | -------------- | --------- | --------- |
| Étoile rouge de Belgrade | RF Yougoslavie | 2000-2002 | 2000-2002 |
| Vojvodina Novi Sad       | RF Yougoslavie | 2002-2003 | 2002-2003 |
| Pallavolo Ferrare        | Italie         | 2003-2004 | 2003-2004 |
| Callipo Sport            | Italie         | 2004-2005 | 2004-2005 |
| CV Almería               | Espagne        | 2005-2006 | 2005-2006 |
| Lupi Santa Croce         | Italie         | 2006-2007 | 2006-2007 |
| Blu Volley Vérone        | Italie         | 2007-2008 | 2007-2008 |
| Trefl Gdańsk             | Pologne        | 2008-2009 | 2008-2009 |
| Iaroslavitch Iaroslavl   | Russie         | 2009-2010 | 2010-2011 |
| Fakel Novy Ourengoï      | Russie         | 2011-2012 | 2011-2012 |
| Galatasaray SK           | Turquie        | 2012-2013 | 2012-2013 |
| Shanghai Golden Age      | Chine          | 2013-2014 | 2013-2014 |
| Tomis Constanța          | Roumanie       | 2014-2015 | 2014-2015 |
| Stade poitevin           | France         | 2015-2016 | 2015-2016 |
| Arcada Galați            | Roumanie       | 2016-2017 | 2016-2017 |

## Palmarès

### En sélection
- Ligue mondiale (0) :
  - Finaliste : 2003, 2005, 2008, 2009, 2010

### En club
- Coupe de RF de Yougoslavie (2) :
  - Vainqueur : 1999, 2003
- Championnat de RF de Yougoslavie (0) :
  - Finaliste : 1999
- Championnat de Chine (0) :
  - Finaliste : 2014
- Championnat de Roumanie (1) :
  - Vainqueur : 2015
- Coupe de Roumanie (1) :
  - Vainqueur : 2015